# Linnanmäki
Linnanmäki est un parc d'attractions situé dans le quartier d'Alppiharju à Helsinki, en Finlande. 

## Histoire
Ouvert depuis le 27 mai 1950.

## Le parc d'attractions
L'entrée au parc est gratuite et les visiteurs payent uniquement les attractions qu'ils veulent faire.
Le parc possède, en plus des nombreuses attractions, un aquarium nommé Sea Life Helsinki, ouvert depuis 2002.

### Les montagnes russes
Liste des montagnes russes du parc.

#### En fonction
| Nom de l'attraction | Type                                    | Constructeur    | Année d'ouverture | Photo |
| ------------------- | --------------------------------------- | --------------- | ----------------- | ----- |
| Kirnu               | Montagnes russes quadridimensionnelles  | Intamin         | 2007              |       |
| Linnunrata          | Montagnes russes en intérieur           | Zierer          | 2000              |       |
| Pikajuna            | Montagnes russes E-Powered              | Mack Rides      | 1990              |       |
| Salama              | Montagnes russes en métal               | Maurer Rides    | 2008              |       |
| Taiga               | Montagnes russes lancées                | Intamin         | 2019              |       |
| Tulireki            | Montagnes russes en métal               | Mack Rides      | 2004              |       |
| Ukko                | Montagnes russes en métal/X-Car-Coaster | Maurer Rides    | 2011              |       |
| Vuoristorata        | Montagnes russes en bois                | Svend Jarlström | 1951              |       |

#### Disparues

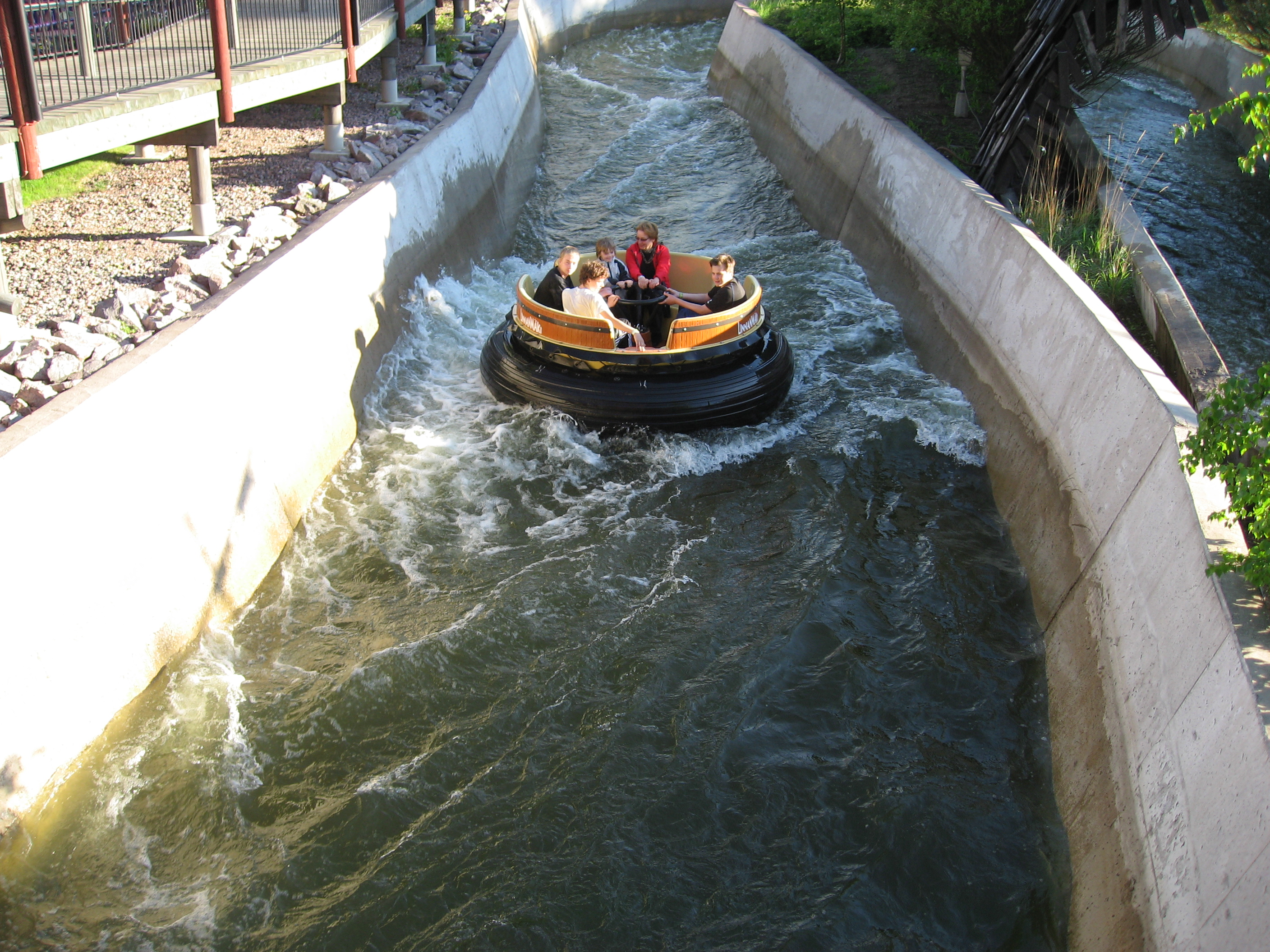
Hurjakuru

| Nom de l'attraction   | Type                        | Constructeur      | Année d'ouverture | Année de fermeture | Photo |
| --------------------- | --------------------------- | ----------------- | ----------------- | ------------------ | ----- |
| Katapult              | Montagnes russes en métal   | Anton Schwarzkopf | 1992              | 1993               |       |
| Kiddie Roller Coaster | Montagnes russes junior     |                   | 1971              | 1989               |       |
| Vonkaputous           | Montagnes russes aquatiques | Premier Rides     | 2001              | 2017               |       |

### Les attractions aquatiques
- Hurjakuru - Rivière rapide en bouées (Intamin) 1998

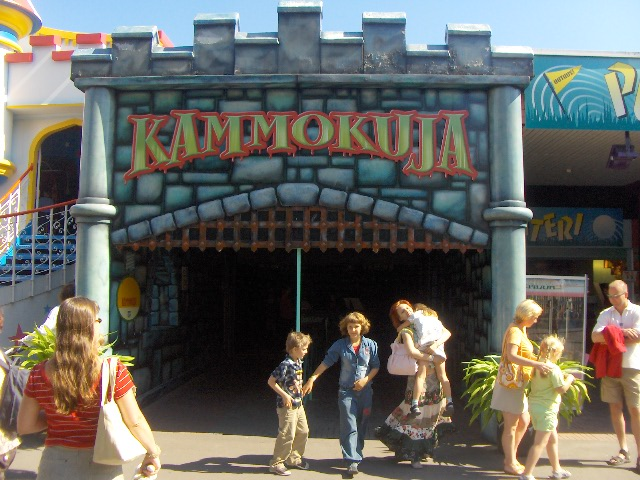
Kammokuja

### Parcours scéniques
- Kammokuja - Maison hantée à pied en lumière noire, 1950
- Kummitusjuna - Train fantôme
- Taikasirkus Parcours scénique, 2005
- Vekkula - Palais du rire

### Attractions à sensations
- Kieppi - Booster (Huss Rides)

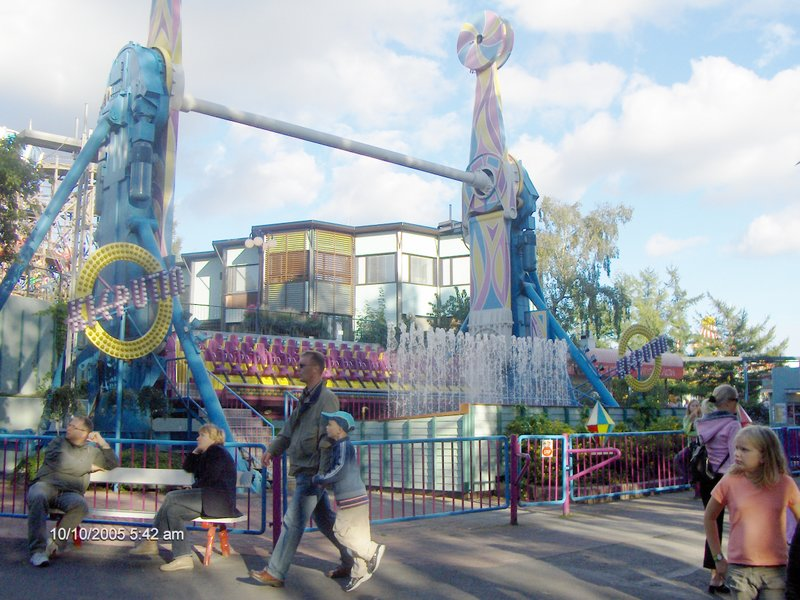
Kieputin

- Kieputin - Top Spin (Huss Rides), 1994
- Mustekala - Pieuvre (Anton Schwarzkopf), 1985
- Raketti - Space Shot (S&S), 1999
- Sateenkaari - Rainbow (Huss Rides), 1981
- Viikinkilaiva - Bateau à bascule (Zierer)

### Autres attractions
- Auto-rata - Autos tamponneuses
- Helsinki Pyörä - Grande roue
- Kahvikuppikaruselli - Tasses, 2002
- Karuselli - Carrousel, 1954

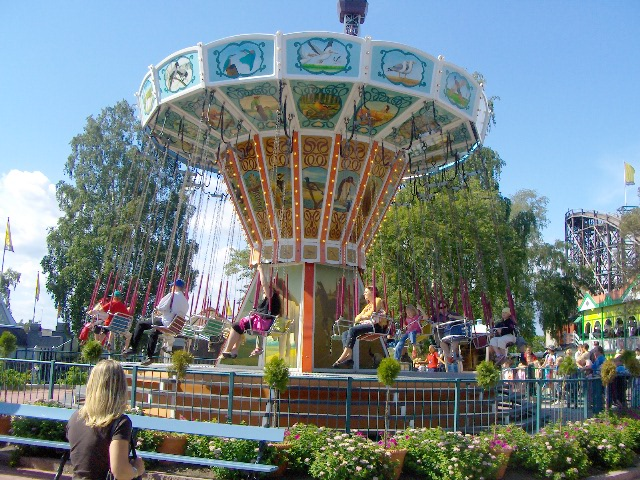
Ketjukaruselli

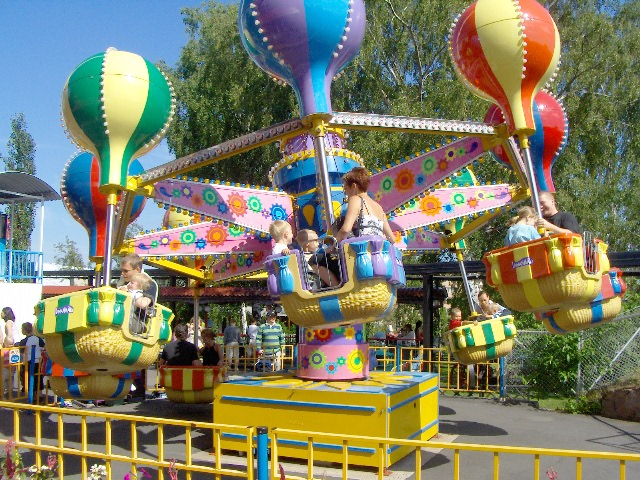
Pallokaruselli

- Ketjukaruselli - Chaises volantes, 1977
- Kot Kot - Balade en voiture, 2004
- Kuuputin -
- Lintsi-Kino - Cinéma 3D (SimEx-Iwerks), 2001
- Lohikäärme - Himalaya Ride
- Maisemajuna - Monorail, 1979
- Panoraama - Tour d'observation (Intamin), 1987
- Hepparata - Steeple Chase
- Hip Hop - (Moser's Rides)
- Pallokaruselli - Montgolfières (Zamperla)
- Vankkuripyörä - Grande roue pour enfants (Zamperla)

## Sea Life Helsinki

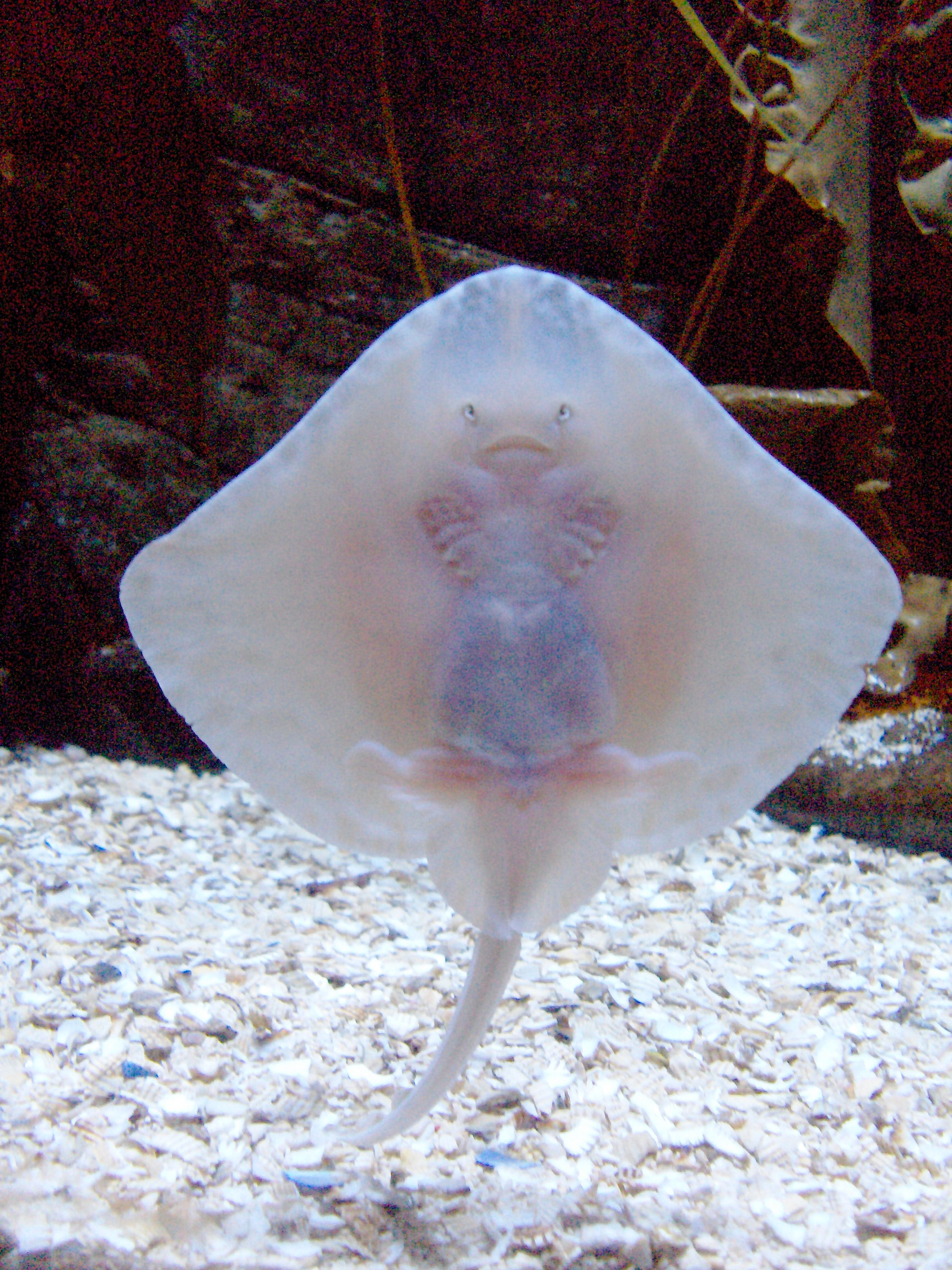
Raie à Sea Life Helsinki

Le Sea Life Helsinki a ouvert ses portes en 2002. Ce Sea Life Centre géré par Merlin Entertainments possède 50 bassins avec plus de 100 espèces et 3 000 animaux aquatiques. 
Les visiteurs traversent un tunnel sous-marin mais aussi observent des raies, méduses, la plus grande étoile de mer de la région nordique, une anguille électrique, etc. Il est possible de vivre des expériences interactives, comme avec les bassins tactiles. Toutes les heures, les nourrissages sont ludiques et éducatifs grâce aux informations des soigneurs.
Une boutique et une cafeteria complètent l'offre.